# Metanira

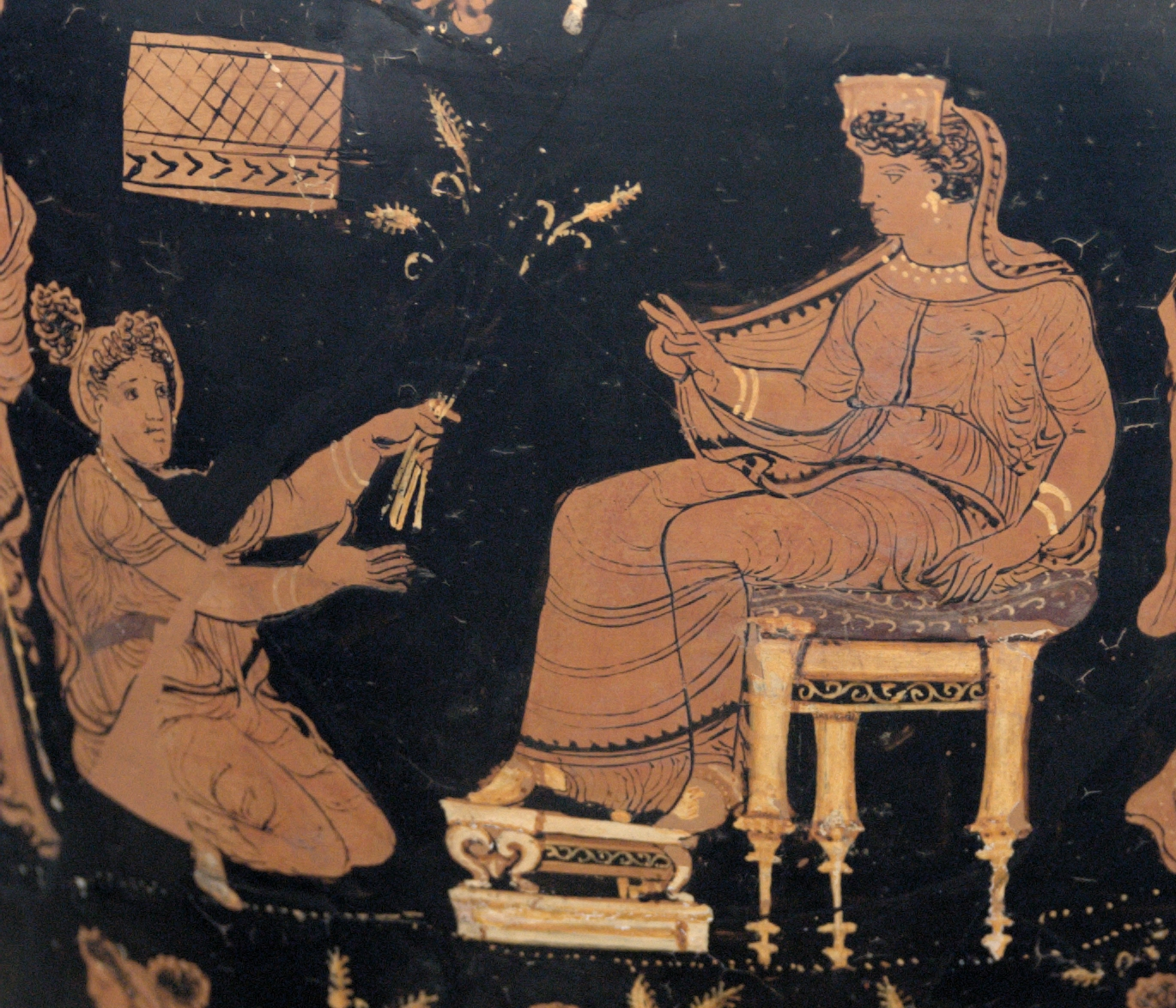
Demèter i Metanira

Metanira (en grec antic Μετάνειρα, Metaneira), va ser, segons la mitologia grega, l'esposa del rei Celeu, d'Eleusis.
Quan la deessa Demèter, disfressada, cercava pel món la seva filla Persèfone raptada per Hades, Metanira la va acollir a casa seva. La deessa va ser encarregada de tenir cura de Demofó, el fill petit de Celeu i Metanira, i germà de Triptòlem. Desitjant de convertir-lo en immortal per agrair el bon tracte rebut a la cort, Demèter el posava al foc durant la nit, i així el deslliurava dels seus elements mortals. L'infant creixia d'una manera meravellosa, i la seva mare, espià Demèter per veure com podia ser. Una nit la va veure fent màgia amb Demofont i que el posava al foc. Metanira va cridar i la deessa deixà caure el nen a terra i revelà la seva identitat. Unes tradicions diuen que Demofont va ser consumit pel foc i d'altres, que va sobreviure, però com a simple mortal.